# Neues Rathaus Cannes-Écluse

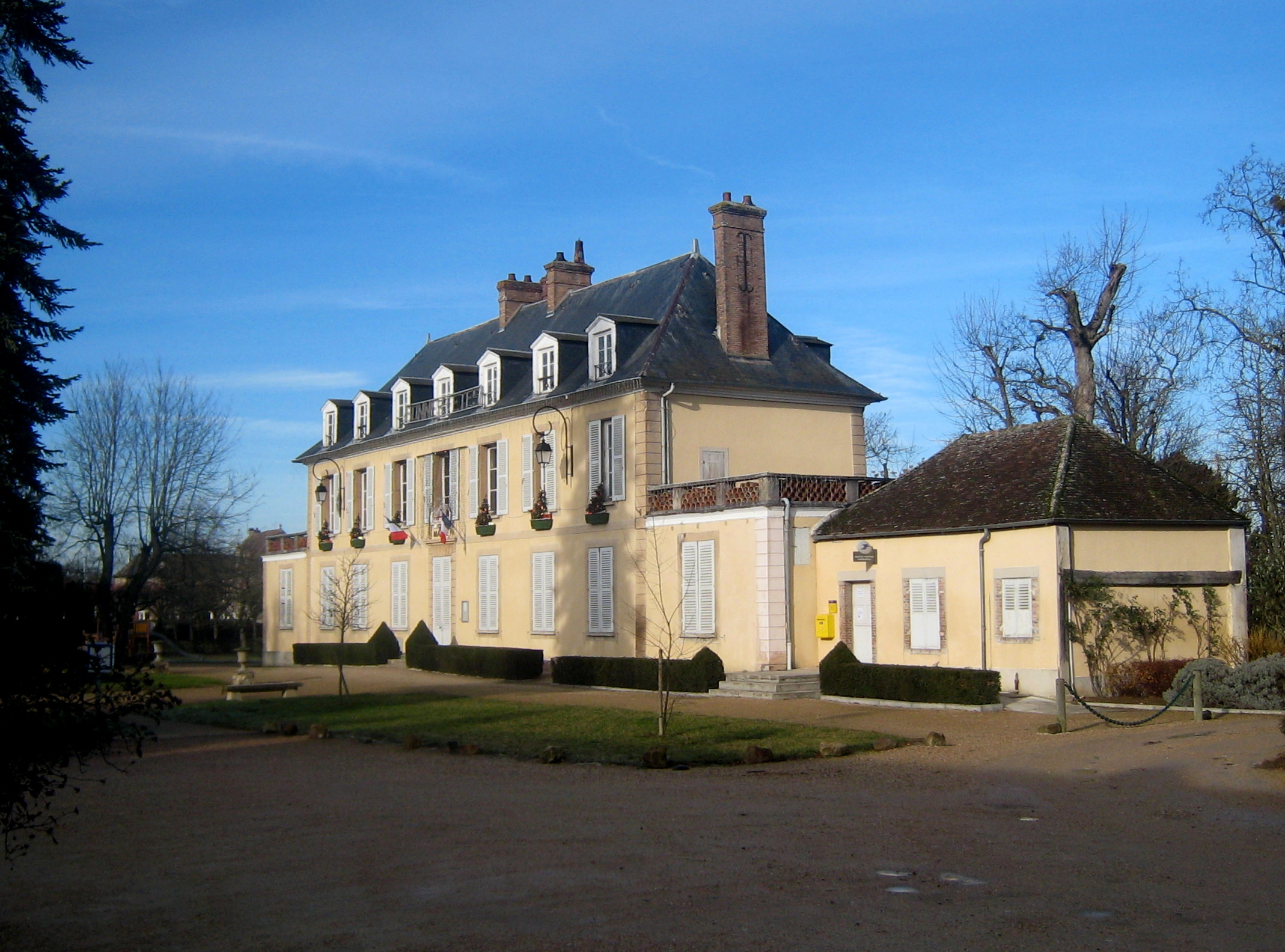
Rathaus in Cannes-Écluse

Das Neue Rathaus (französisch Mairie für Rathaus) in Cannes-Écluse, einer französischen Gemeinde im Département Seine-et-Marne in der Region Île-de-France, wurde in einem ehemaligen Herrenhaus eingerichtet, das 1643 erbaut wurde. Das heute als Rathaus genutzte Gebäude an der Rue Désiré-Thoison Nr. 67 wurde im Jahr 1984 von der Gemeinde gekauft.
Der bekannteste Bewohner des Hauses war der Graf Charles de Fautras, der von 1816 bis 1830 Bürgermeister von Cannes-Écluse war.
Der zweigeschossige Bau aus verputztem Bruchstein mit sieben Fensterachsen besitzt eine Eckquaderung aus Haustein. Die eineinhalb Hektar große Parkanlage ist öffentlich zugänglich.
In einem Teil der Räume wurde ein Heimatmuseum eingerichtet.